# Alessandro Mirandoli
Alessandro Mirandoli (Livorno, 1921. június 28. –) világbajnok olasz tőrvívó.